# Гундіссааре (озеро)
Гу́ндіссааре (ест. Hundissaare järv, Hundisaare järv, Riisa järv, Kikepera järv) — природне озеро в Естонії, у волості Торі повіту Пярнумаа.

## Розташування
Гундіссааре належить до Пярнуського суббасейну Західноестонського басейну.
Озеро лежить на південний схід від села Кілдемаа.
Акваторія водойми входить до складу національного парку Соомаа (Soomaa rahvuspark).

## Опис
Загальна площа озера становить 1,1 га. Довжина берегової лінії — 515 м.